# Felipe Ovono
Felipe Ovono Mbang (ur. 26 lipca 1993 w Mongomo) – piłkarz z Gwinei Równikowej grający na pozycji bramkarza. Od 2022 jest zawodnikiem klubu Sidama Coffee SC.

## Kariera klubowa
Karierę piłkarską Ovono rozpoczął w klubie CD Elá Nguema. W 2009 roku zadebiutował w nim w pierwszej lidze Gwinei Równikowej. W debiutanckim sezonie wywalczył z nim tytuł mistrza kraju. W 2011 i 2012 także został mistrzem kraju. Następnie grał w takich klubach jak: Deportivo Mongomo, Orlando Pirates, ponownie CD Elá Nguema, Mekelle 70 Enderta FC, Futuro Kings FC, a w 2022 przeszedł do Sidama Coffee SC.

## Kariera reprezentacyjna
W reprezentacji Gwinei Równikowej Ovono zadebiutował w 2011 roku. W 2012 roku został powołany do kadry na Puchar Narodów Afryki 2012.